# Бофор (Савоја)
Бофор (фр. Beaufort) насеље је и општина у источној Француској у региону Рона-Алпи, у департману Савоја која припада префектури Албервил.
По подацима из 2011. године у општини је живело 2163 становника, а густина насељености је износила 14,47 становника/km². Општина се простире на површини од 149,53 km². Налази се на средњој надморској висини од 758 метара (максималној 2.882 m, а минималној 683 m).

## Демографија
| 1962. | 1968. | 1975. | 1982. | 1990. | 1999. | 2011. |
| ----- | ----- | ----- | ----- | ----- | ----- | ----- |
| 1.521 | 2.072 | 1.913 | 1.966 | 1.996 | 1.985 | 2.163 |

График промене броја становника у току последњих година